# The Corrs
The Corrs – irlandzki zespół muzyczny, grający muzykę z pogranicza popu, rocka i folku. Tworzy go rodzeństwo – trzy siostry i brat: Andrea Corr (wokal, flażolet irlandzki), Caroline Corr (perkusja, bodhran, chórki), Sharon Corr (skrzypce, chórki) i Jim Corr (klawisze, gitara).
Wszyscy członkowie zespołu potrafią grać (w różnym stopniu zaawansowania) na fortepianie. Gry na tym instrumencie uczył ich ojciec, Gerry Corr.

## Historia
Urodzili się w Irlandii, w Dundalk, w hrabstwie Louth.
Zespół został założony w 1990 roku, przez najstarszego z rodzeństwa – Jima, który wcześniej występował w innych kapelach. W kwietniu 1994 roku rodzeństwo zostało zauważone podczas gry w dublińskim barze przez amerykańskiego ambasadora, któremu zespół bardzo przypadł do gustu. Dlatego zaprosił ich do Stanów Zjednoczonych, gdzie The Corrs zagrali na otwarciu Mistrzostw Świata w piłce nożnej w Bostonie. Spotkali się z Davidem Fosterem, który był pod dużym wrażeniem zespołu.
We wrześniu 1995 roku wyszedł pierwszy album The Corrs pt. Forgiven Not Forgotten. Album osiągnął ponad dwumilionową sprzedaż, a w Irlandii stał się jednym z najlepiej sprzedających się albumów. Zespół utorował sobie drogę dla swojej debiutanckiej płyty, grając jako support podczas trasy koncertowej Céline Dion na Igrzyskach Olimpijskich w Atlancie. Po tych sukcesach, zespół w październiku 1997 roku wydał drugi album pt. Talk On Corners, dzięki któremu stał się znany na całym świecie. The Corrs wyruszyli w pierwszą trasę koncertową. Byli zaskoczeni swoją wielką popularnością, zwłaszcza w Irlandii.
Jednak największą sławę przyniósł album pt. In Blue, wydany w lipcu 2000 roku. 29 listopada 2003 zagrali na charytatywnym koncercie zorganizowanym pod patronatem Nelson Mandeli w ramach akcji 46664 na rzecz chorych na AIDS. Pod koniec maja 2004 roku wyszedł ich czwarty album pt. Borrowed Heaven, zadedykowany zmarłej matce Jean i ojcu Gerry'emu. Na płycie znalazł się utwór Time Enough for Tears, którego współautorem jest Bono. 2 lipca 2005 zespół wziął udział w koncercie w Edynburgu kończącym akcję Live 8. 26 sierpnia 2005 ukazała się ich kolejna płyta pt. Home.

## Dyskografia
- Forgiven, Not Forgotten (1995)
- Live (1996)
- Talk on Corners (1998)
- Unplugged (1999)
- In Blue (2000)
- Best of The Corrs (2001)
- VH1 Presents: The Corrs, Live In Dublin (2002)
- Borrowed Heaven (2004)
- Home (2005)
- Dreams – The Ultimate Corrs Collection (2006)
- White Light (2015)
- Jupiter Calling (2017)

## Wideografia
- Live at the Royal Albert Hall (2000)
- Unplugged (2000)
- Live at Lansdowne Road (2000)
- Live In London (2001)
- The Best of the Corrs: The Videos (2002)
- Live In Geneva (2005)